# Feuquières
Feuquières település Franciaországban, Oise megyében. Lakosainak száma 1396 fő (2022. január 1.). Feuquières Brombos, Broquiers, Hautbos, Omécourt, Saint-Arnoult és Sarcus községekkel határos.

## Népesség
A település népességének változása:
| Lakosok száma | 1512 | 1458 | 1404 | 1377 | 1366 | 1360 | 1355 | 1396 |
|               | 2013 | 2015 | 2017 | 2018 | 2019 | 2020 | 2021 | 2022 |